# Comité Nacional Demócrata
El Comité Nacional Demócrata (CND) o Democratic National Committee  (DNC) en inglés, es la organización principal que gobierna al Partido Demócrata de los Estados Unidos día a día. Aunque es responsabilidad de supervisar el proceso de elaboración de una plataforma cada cuatro años, el centro de atención del Comité Nacional Demócrata es en el apoyo a las campañas y actividades políticas de los candidatos y no en la política pública. El CND fue establecido en la Convención Nacional Demócrata de 1848.
El Comité Nacional Demócrata dispone de la dirección nacional del Partido Demócrata de los Estados Unidos. Es responsabilidad del comité promover la plataforma política democrática, así como la coordinación de la recaudación de fondos y la estrategia electoral.
Su principal contraparte es el Comité Nacional Republicano.

## Líderes actuales del comité
- Presidente Nacional: Jaime Harrison  (21 de enero de 2021)
- Presidente Adjunto: Keith Ellison
- Vicepresidencias:
  - Michael Blake
  - Maria Elena Durazo
  - Grace Meng
- Tesorero: Bill Derrough
- Secretaría: Jason Rae
- Coordinador de finanzas: Henry Muñoz III

Además, existe un Consejo Asesor Nacional con el objetivo de recaudar fondos y asesorar al ejecutivo. La presidenta actual es Elizabeth Frawley Bagley, exembajadora de los Estados Unidos en Portugal.

## Presidentes del Comité Nacional Demócrata
| Presidentes                                         | Periodo   | Estado              |
| --------------------------------------------------- | --------- | ------------------- |
| Benjamin F. Hallett                                 | 1848-1852 | Massachusetts       |
| Robert Milligan McLane                              | 1852-1856 | Maryland            |
| David Allen Smalley                                 | 1856-1860 | Vermont             |
| August Belmont                                      | 1860-1872 | Nueva York          |
| Augustus Schell                                     | 1872-1876 | Nueva York          |
| Abram Stevens Hewitt                                | 1876-1877 | New York            |
| William H. Barnum                                   | 1877-1889 | Connecticut         |
| Calvin Stewart Brice                                | 1889-1892 | Ohio                |
| William F. Harrity                                  | 1892-1896 | Pensilvania         |
| James K. Jones                                      | 1896-1904 | Arkansas            |
| Thomas Taggart                                      | 1904-1908 | Indiana             |
| Norman E. Mack                                      | 1908-1912 | Nueva York          |
| William F. McCombs                                  | 1912-1914 | Nueva York          |
| Homer S. Cummings                                   | 1914-1916 | Connecticut         |
| Vance C. McCormick                                  | 1916-1919 | Pensilvania         |
| George White                                        | 1920-1921 | Ohio                |
| Cordell Hull                                        | 1921-1924 | Tennessee           |
| Clem L. Shaver                                      | 1924-1928 | Virginia Occidental |
| John J. Raskob                                      | 1928-1932 | Nueva York          |
| James A. Farley                                     | 1932-1940 | Nueva York          |
| Edward J. Flynn                                     | 1940-1943 | Nueva York          |
| Frank C. Walker                                     | 1943-1944 | Pensilvania         |
| Robert E. Hannegan                                  | 1944-1947 | Misuri              |
| J. Howard McGrath                                   | 1947-1949 | Rhode Island        |
| William H. Boyle, Jr.                               | 1949-1951 | Misuri              |
| Frank E. McKinney                                   | 1951-1952 | Indiana             |
| Stephen Mitchell                                    | 1952-1955 | Illinois            |
| Paul M. Butler                                      | 1955-1960 | Indiana             |
| Henry M. Jackson                                    | 1960-1961 | Washington          |
| John Moran Bailey                                   | 1961-1968 | Connecticut         |
| Lawrence F. O'Brien                                 | 1968-1969 | Massachusetts       |
| Fred R. Harris                                      | 1969-1970 | Oklahoma            |
| Lawrence F. O'Brien                                 | 1970-1972 | Massachusetts       |
| Jean Westwood                                       | 1972      | Utah                |
| Robert S. Strauss                                   | 1972-1977 | Texas               |
| Kenneth M. Curtis                                   | 1977-1978 | Maine               |
| John C. White                                       | 1978-1981 | Texas               |
| Charles T. Manatt                                   | 1981-1985 | California          |
| Paul G. Kirk, Jr.                                   | 1985-1989 | Massachusetts       |
| Ron Brown                                           | 1989-1993 | Nueva York          |
| David Wilhelm                                       | 1993-1994 | Ohio                |
| Debra DeLee                                         | 1994-1995 | Massachusetts       |
| Christopher J. Dodd1                                | 1995-1997 | Connecticut         |
| Donald Fowler                                       | 1995-1997 | Carolina del Sur    |
| Roy Romer1                                          | 1997-1999 | Colorado            |
| Steven Grossman                                     | 1997-1999 | Massachusetts       |
| Edward G. Rendell1                                  | 1999-2001 | Pensilvania         |
| Joseph Andrew                                       | 1999-2001 | Indiana             |
| Terrence R. McAuliffe                               | 2001-2005 | Virginia            |
| Howard Dean                                         | 2005-2009 | Vermont             |
| Tim Kaine                                           | 2009-2011 | Virginia            |
| Donna Brazile2                                      | 2011      | Luisiana            |
| Debbie Wasserman Schultz                            | 2011-2016 | Florida             |
| Donna Brazile2                                      | 2016-2017 | Luisiana            |
| Tom Pérez                                           | 2017-2021 | Maryland            |
| Jaime Harrison                                      | 2021-     | Carolina del Sur    |
| 1 - Presidentes generales 2 - Presidentes interinos |           |                     |